# Genocidio guatemalteco
El conflicto armado guatemalteco fue la masacre de civiles mayas durante el conflicto armado interno en Guatemala (1960-1996) por sucesivos gobiernos militares apoyados por los Estados Unidos. Ocurrió en Guatemala, en la región petrolera del Área Ixil, en la década de 1980 —específicamente entre 1981 y 1983—. En el período de la guerra civil se produjeron, según el informe Memoria del silencio, de la Comisión para el Esclarecimiento Histórico (CEH) —nombrada por las Naciones Unidas para investigar los hechos históricos de dicho conflicto armado interno— un aproximado de doscientas mil 
personas desaparecidas/asesinadas y, según otros analistas, menos de cien mil.
La discrepancia surge de la interpretación de los análisis estadísticos realizados; la Asociación Estadounidense para el Avance de la Ciencia, entidad que publicó el reporte de la Comisión para el Esclarecimiento Histórico, fue quien realizó el trabajo estadístico sobre el número reportado de muertes, e indicó que el mismo es únicamente un estimado, ya que en las tres fuentes consultadas para el efecto no se pudieron documentar más de veinticinco mil muertes:
- Comisión para el Esclarecimiento Histórico: 24 900 fallecidos documentados
- Corte Interamericana de Derechos Humanos: 8533 fallecidos documentados
- REHMI: 21 200 fallecidos documentados.[9]

La perpetración de masacres sistemáticas en Guatemala surgió de la prolongada guerra civil de este país centroamericano, donde la violencia contra la ciudadanía, indígenas mayas de las comunidades rurales del país en su mayoría, se ha definido en nivel extensivo como genocidio —de acuerdo a la Comisión para el Esclarecimiento Histórico— según los crímenes continuados contra el grupo minoritario maya ixil asentado entre 1981 y 1983 en la demarcación septentrional del departamento de El Quiché, en la región petrolera de la Franja Transversal del Norte, con la implicación de exterminio ante la baja densidad demográfica de la etnia y la migración forzada de comunidades completas hacia la región fronteriza en busca de asilo en Chiapas, México, desarraigadas por la persecución; además de acaecer como procedimiento de Estado tácticas de tierra arrasada, torturas, desapariciones, «polos de desarrollo» —eufemismo para campos de concentración— y ultrajes recurrentes contra las mujeres y niñas ixiles, muchas de ellas muriendo por esta causa, crímenes de lesa humanidad en contra de todos los órdenes internacionales de Derechos Humanos.
Las Fuerzas Armadas de Guatemala, según apreciaciones de la Comisión de la ONU e incluso los investigadores independientes, habrían cometido el 93 % de los crímenes contra la población civil arguyendo confrontar grupos armados facciosos en el extremismo dicotómico de la Guerra Fría, mientras que el 7 % restante se atribuyen a la guerrilla o grupos no identificados. El 18 de julio de 1982, el entonces presidente de facto Efraín Ríos Montt fue citado en el periódico estadounidense The New York Times diciendo a la población indígena como parte del programa Fusiles y Frijoles: "Si están con nosotros, los vamos a alimentar; si no lo están, los vamos a matar". Asimismo, en otros grupos étnicos minoritarios asentados en regiones donde hubo masacres frecuentes, como los mayas chuj o q'anjob'al, la represión estatal condujo a una reducción drástica de la población y a daños permanentes en la estructura social y cultural  y psicológica de los pueblos afectados por el conflicto armado interno.

## Tipificación del delito de genocidio
En el marco jurídico de la Comisión para el Esclarecimiento Histórico se establece lo siguiente respecto al delito de Genocidio, a las violaciones de derechos humanos y a los hechos de violencia:
- Derechos humanos: estos están referidos a la normativa internacional de la Declaración Universal de los Derechos Humanos, adoptada el 10 de diciembre de 1948 por la Asamblea General de las Naciones Unidas, mediante su resolución 217 A (III), la cual formalizó el compromiso de los Estados miembros de la organización universal de promover y proteger los derechos humanos. La Comisión también tomó en consideración los tratados internacionales en materia de derechos humanos que fueron ratificados por Guatemala después de la Guerra Civil, con la excepción de la Convención sobre Prevención y Sanción del Delito de Genocidio.[20]
- Reglamentación de conflictos internos: la reglamentación internacional para conflictos internos tiene su base principal en el Artículo 3 común de las cuatro Convenciones de Ginebra de 1949, todas ellas ratificadas por Guatemala y para cuya aplicabilidad basta la concurrencia de requerimientos mínimos, como que la parte enfrentada a las fuerzas gubernamentales sea un movimiento armado contra cierta estabilidad que persiga fines políticos, sin necesidad de que controle una parte del territorio nacional; aunque el Protocolo Adicional II, adoptado en 1977, que perfeccionó la reglamentación internacional sobre los conflictos armados internos, fue ratificado por Guatemala el 18 de octubre de 1987, es decir en un momento bastante tardío del enfrentamiento armado y el Gobierno siempre ha negado su aplicabilidad al enfrentamiento armado interno.[21]
- La Comisión también tuvo en cuenta el derecho nacional, particularmente las Constituciones de Guatemala, para el análisis de las acciones de las Partes. Es un hecho innegable que ni siquiera en los períodos más difíciles del país fueron derogadas algunas garantías básicas como el deber del Estado de respetar y proteger el derecho a la vida. Por lo tanto, dichas garantías obligaban a todas las autoridades, incluido el Ejército, no solamente en virtud de reglas y principios internacionales, sino también sobre la base de las diferentes Constituciones y las leyes complementarias de ejecución.[22]
- Crimen de lesa humanidad: Un concepto que se ha incorporado en la doctrina para la comisión de un crimen de lesa humanidad, establece que los actos sistemáticos o generalizados, sean dirigidos contra una colectividad y no hacia individuos aisladamente considerados. Este es el sentido de la exigencia que el crimen de lesa humanidad tenga como objetivo a «cualquier población civil». La esencia de esta última exigencia reside en la naturaleza colectiva del crimen de lesa humanidad que excluye, por su propio significado, los actos aislados o individuales pues, aunque estos constituyan crímenes de guerra o infracciones de la legislación penal nacional, no alcanzan la magnitud ni gravedad de un crimen de lesa humanidad.[23]
- Genocidio: la Convención para la Prevención y Sanción del Delito de Genocidio de 1948, ratificada por el Estado de Guatemala en 1950, lo define como un delito de derecho internacional, ya se cometa en tiempo de paz o de guerra, y entiende por tal, «cualquiera de los actos mencionados a continuación, perpetrados con la intención de destruir, total o parcialmente, a un grupo nacional, étnico, racial o religioso, como tal». La perpetración de uno o varios actos que reúnan los elementos contemplados en la definición de genocidio de la Convención, incluso si forman parte de una política más amplia cuya finalidad principal no es el exterminio físico del grupo, pueden constituir el delito de genocidio. En este sentido es pertinente distinguir entre política genocida y actos de genocidio. Existe una política genocida cuando el fin de las acciones es el exterminio de un grupo en todo o en parte. Existen actos genocidas cuando el fin es político, económico, militar, o de cualquier otra índole, pero los medios que se utilizan para alcanzar estos fines son el exterminio total o parcial del grupo.[24]
- Derecho de los pueblos indígenas: normas nacionales como internacionales protegen los derechos a la existencia, integridad e identidad cultural o étnica de los pueblos indígenas guatemaltecos. La Convención para la prevención y sanción del delito de Genocidio de 1948, ratificada por Guatemala en 1950, protege la existencia e integridad colectiva de los grupos étnicos, mientras que el artículo 27 del Pacto Internacional de Derechos Civiles y Políticos de 1966 —ratificado por Guatemala en 1992— protege el derecho a ejercer en común con los miembros del grupo el derecho a la propia vida cultural, a hablar el propio idioma y a practicar la propia religión. En el derecho internacional también hay instrumentos específicos referidos a los derechos de los pueblos indígenas, como el Convenio 107 de la OIT sobre Poblaciones Indígenas y Tribales de 1957, que fue perfeccionado por el Convenio 169 de la OIT sobre Pueblos Indígenas y Tribales de 1989; Guatemala ratificó el Convenio 169 el 6 de junio de 1996. A nivel nacional, el reconocimiento de derechos a los grupos o comunidades indígenas se inauguró en la normatividad nacional con la Constitución de 1945;[25] la Constitución de 1985 es bastante amplia e incorpora el derecho a la identidad cultural, los idiomas indígenas, sus costumbres, formas de vida, tradiciones, sus formas de organización social, uso de trajes; así como derechos de carácter socioeconómico.[26][27]

Exmilitares y miembros de la derecha guatemalteca insisten en que no ocurrió genocidio en Guatemala, basándose en la definición de genocidio de la Convención para la Prevención y Sanción del Delito de Genocidio de 1948, ratificada por el Estado de Guatemala en 1950, la cual especifica que dicho crimen es «cualquiera de los actos perpetrados con la intención de aniquilar, total o parcialmente, a los grupos, étnicos, racial o religioso, como tal». Esta posición no niega que se hayan cometido masacres ni crímenes contra poblaciones indígenas, sino que niega que el ulterior motivo de dichas masacres haya sido exterminar a dichas poblaciones.
No obstante, los familiares de las víctimas y grupos de izquierda en Guatemala, así como los tribunales guatemaltecos, la Iglesia católica y la comunidad internacional, insisten en que sí ocurrió genocidio entre 1981 y 1983, dado que —además de la definición de 1948— se basan en la explicación que dio la Comisión para el Esclarecimiento Histórico de las Naciones Unidas para Guatemala y que indica que la perpetración de actos que reúnan los elementos de genocidio, incluso si forman parte de una política más amplia cuya finalidad principal no es el exterminio físico del grupo, pueden constituir el delito de genocidio; existen actos genocidas cuando el fin es político, económico, militar, o de cualquier otra índole, pero los medios que se utilizan para alcanzar estos fines son el exterminio total o parcial de los grupos mayas.
Aunque finalmente una Corte de Constitucionalidad, dictaminó que la sentencia original de una corte menor carecía de validez, por errores procedimentales y que no concurrían los elementos necesarios para tipificar el delito como Genocidio.  Aunque durante el conflicto si hubieron graves violaciones a los Derechos Humanos, como en la mayoría de países en Latinoamérica.

## Víctimas
- Población rural de Guatemala: particularmente la etnia Ixil que habitaba en las regiones petroleras de la Franja Transversal del Norte al norte del departamento de El Quiché.[32][7]
- Entre aquellos que manifestaban o simpatizaban con políticas de la teología de la liberación, o de liberalismo
- Empresarios guatemaltecos.
- Entre los activistas y simpatizantes de movimientos populares o socialistas.
- Entre personas de los estratos socioeconómicos inferiores y clase media.
- Diplomáticos nacionales e internacionales:
  - Adolfo Molina Orantes, excanciller de Guatemala en dos oportunidades, murió durante la quema de la embajada de España.
  - Luis Felipe Sáenz Martínez, María Teresa Villa de Santa Fe y Jaime Ruiz del Árbol, funcionarios y empleados de origen español que murieron durante la toma de la Embajada de España en 1980.
- Propietarios de origen alemán de tierras en el norte del país que apoyaban al Ejército.
- Líderes políticos, sindicales y estudiantiles
- Sacerdotes católicos identificados con la teología de la liberación
- Líderes campesinos
  - Gregorio Iujá Yoná, líder del Comité de Unidad Campesina (CUC), que murió en la Embajada de España en enero de 1980.
  - Vicente Menchú, líder campesino de Uspantán que murió quemado en la embajada de España; era el padre de Rigoberta Menchú, quien a raíz de la muerte de su padre se convirtió en portavoz de los quichés a nivel internacional y luego obtuvo el Premio Nobel de la Paz en 1992.[33]

El saldo del período de Ríos Montt fue de cientos de masacres en las regiones del occidente y oriente del país y miles de muertos. El ejército guatemalteco, paramilitares y grupos guerrilleros indistintamente perseguían a comunidades indígenas; por su parte, líderes sindicales, estudiantes, personas religiosas y otros civiles —en su mayoría vinculadas con el ala intelectual del proscrito comunista Partido Guatemalteco del Trabajo (PGT)— bajo la teoría que formaban un ‘enemigo interno’ subversivo, insurrecto dentro de los grupos armados oponentes a la dictadura militar. El peor período de violencia acaeció entre 1981-1983, cuando fuerzas contrainsurgentes promovieron campañas de represión esquematizadas contra población civil, en términos operacionales, beligerancia de tierra arrasada en las regiones en donde empresas internacionales como Basic Resources, Shenandoah Oil y EXMIBAL tenían fuertes intereses económicos; sobre todo, dirigidas contra la población maya ixil y aun contra grupos étnicos escasos demográficamente como los mayas chuj y qanjobal, habitantes de áreas fronterizas con palmaria presencia de grupos insurrectos. De una histórica discriminación hacia la mayoría indígena de Guatemala, el Estado justificó el exterminio de numerosas comunidades indígenas bajo las acciones de represión de focos facciosos, comunistas según los términos del aparato autocrático y militar guatemalteco de la época. La percepción del ejército hacia las comunidades indígenas como aliados naturales de las guerrillas contribuyó al aumento de violaciones de los derechos humanos contra ellos, demostrando un racismo agresivo, que derivó en el exterminio consecutivo de comunidades inermes incluyendo —como se comprobaría en exhumaciones posteriores— numerosos niños, mujeres y ancianos; todo esto a pesar de que tanto el ejército como las PAC estaban conformadas por indígenas de otras áreas del país.
Trabajando metodológicamente a través de las tierras altas centrales, el ejército y sus equipos paramilitares —incluyendo “patrullas civiles” de leva forzosa de hombres locales— atacaron numerosas poblaciones indígenas, concentrándose en el norte del departamento de El Quiché —específicamente la región petrolera del Triángulo Ixil en donde existían fuertes intereses económicos del gobierno guatemalteco— entre 1981 y 1983. Las fuerzas armadas sitiaban el pueblo, sojuzgaban a los habitantes, separaban a los hombres de las mujeres y después ocurrían asesinatos en secuencia. Aquellos que escaparon serían perseguidos desde helicópteros. Tortura extrema, mutilación y violencia sexual se convirtieron en una práctica común, y también la violencia contra niños y seniles. Este período de dos años se conoció como “holocausto silencioso” en acepción del informe de la Comisión para el Esclarecimiento Histórico de 1999.
Rigoberta Menchú, cuyo padre pereció en la quema de la embajada de España junto a otros campesinos, exfuncionarios del gobierno de Guatemala y ciudadanos españoles, inició una demanda en España en la que se pretendía juzgar por crimen contra la humanidad al exgobernante Efraín Ríos Montt y a integrantes de su gobierno así como a integrantes del gobierno del expresidente general Fernando Romeo Lucas García, periodos durante los cuales ocurrieron la mayoría de las masacres.[cita requerida]

## Presidentes de Guatemala en el período de 1978 a 1996
Durante la evolución política de Guatemala el informe Guatemala, memoria del silencio, establece, en relación con el genocidio guatemalteco, distintos períodos de gestación, ejecución y transición política; todos importantes para comprender lo sucedido. Los dos períodos más reseñables pueden considerarse los siguientes:
Agudización de la violencia y militarización del Estado (1979-1985)
- 1978-1982 - Fernando Romeo Lucas García (1923-2006), presidente electo
- 1982-1982 - Junta Militar de 1982
- 1982-1983 - Efraín Ríos Montt (1926-2018), jefe de Estado (de facto).[40]
- 1983-1986 - Óscar Humberto Mejía Victores (1930-), jefe de Estado (de facto).

La transición política (1986-1996)
- 1986-1991 - Marco Vinicio Cerezo Arévalo (1942-), presidente Electo
- 1991-1993 - Jorge Serrano Elías (1945-), presidente electo[42]
- 1993-1993 - Gustavo Adolfo Espina Salguero (1946-) Sustituye a Serrano. Destituido por el Congreso al apoyar el autogolpe de Estado del Presidente Serrano Elías.
- 1993-1996 - Ramiro de León Carpio (1942-2002), nombrado por el Congreso de la República

## Áreas donde hubo genocidio

### Franja Transversal del Norte

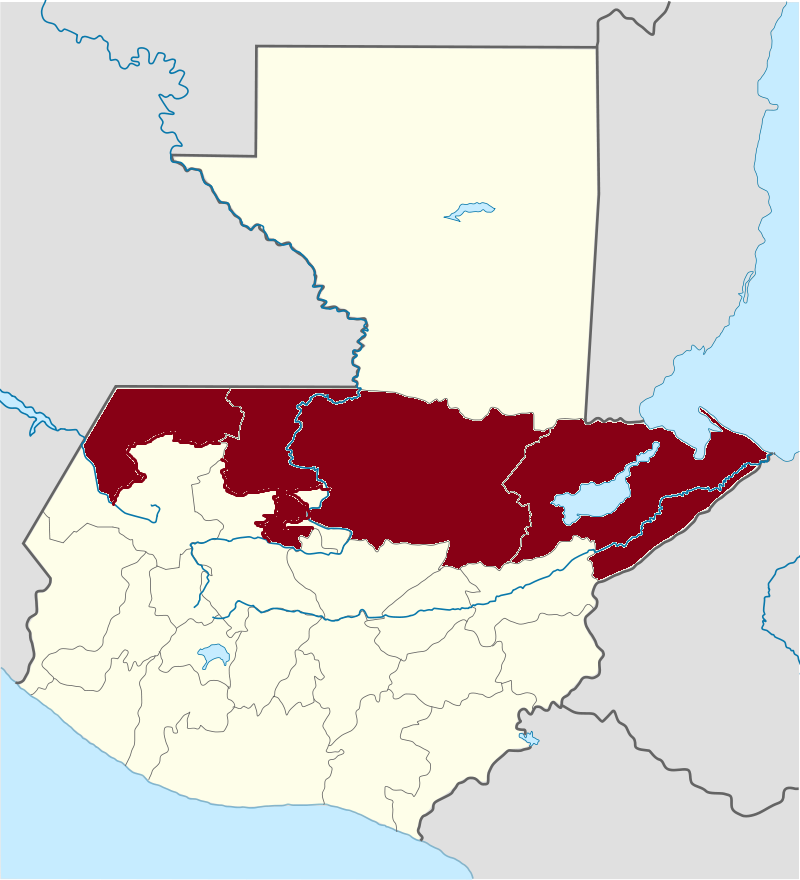
Mapa de la Franja Transversal del Norte.

La Franja Transversal del Norte fue creada oficialmente durante el gobierno del general Carlos Arana Osorio en 1970, mediante el Decreto 60-70 en el Congreso de la República, para el establecimiento de desarrollo agrario y la región del Ixcán fue poblada como parte de este proyecto. Desde 1974, se venía explotando petróleo comercialmente en las cercanías de la FTN a raíz de los descubrimientos realizados por las petroleras Basic Resources y Shenandoah Oil, que operaban conjuntamente en el campo petrolero de Rubelsanto, Alta Verapaz. En 1976, cuando Laugerud García llegó a visitar la cooperativa Mayalán en el sector de Ixcán, Quiché, el cual se había formado apenas 12 años antes, dijo: «Mayalán está asentada en la cima del oro», dejando entrever que la Franja Transversal del Norte ya no sería dedicada a la agricultura ni al movimiento cooperativista, sino que sería utilizada por objetivos estratégicos de explotación de recursos naturales. Tras esa visita presidencial, ambas compañías petroleras realizaron exploraciones en tierras de Xalbal, muy cerca de Mayalán en el Ixcán, donde perforaron el pozo «San Lucas» con resultados infructuosos. Esas exploraciones, que abrieron el camino para futuros experimentos petroleros en Ixcán, y el resto de la FTN, también fueron el principal motivo para la construcción de la carretera de terracería que recorre la Franja. Shennadoah Oil, el Instituto Nacional de Transformación Agraria (INTA) y el Batallón de Ingenieros del Ejército se coordinaron para construir ese corredor entre 1975 y 1979, lo que a la postre permitió que políticos, militares y empresarios poderosos de la época se adueñaran de muchas de las tierras donde la riqueza maderera y el potencial petrolero yacían.
Altos oficiales guatemaltecos se convirtieron entonces en grandes terratenientes e inversionistas aprovechando las políticas de traslado de campesinos, acceso a información privilegiada, ampliación del crédito público y grandes proyectos de desarrollo; el ejército entró en el mundo de los negocios con el Banco del Ejército, fondos de pensión y otros. Por su parte, el triángulo ixil quedó justo en el centro de la región con mayor potencial petrolero.
Desde finales de 1981 el Ejército aplicó la denominada estrategia de «tierra arrasada» en Quiché, para eliminar el soporte social de la guerrilla del EGP. En algunas comunidades de la región los militares obligaban a todos los vecinos a abandonar sus casas y concentrarse en la cabecera municipal bajo control militar. Unas familias obedecían; otras, se refugiaban en la montaña. A la población maya k'iche' que se refugió en la montaña, el Ejército la identificó con la guerrilla y la sometió a un cerco militar, a continuos ataques que imposibilitaron su alimentación, alojamiento y asistencia médica.

#### Listado de algunas masacres perpetradas por el Ejército
El informe de la Recuperación de la Memoria Histórica presenta una lista de 422 masacres. Sin embargo, la misma publicación indica que hizo lo mejor que pudo en cuanto a la recabación de información y por lo tanto el listado está incompleto. Por esta razón aquí se presentan únicamente los casos que también se han documentado en los informes de la Comisión para el Esclarecimiento Histórica, y se ha intentado agregar contexto y razones histórica de los eventos.
| No. | Lugar                                            | Departamento | Fecha                  | Motivación | Perpetrador |
| --- | ------------------------------------------------ | ------------ | ---------------------- | --- | ----------- |
| 1   | Panzós                                           | Alta Verapaz | 29 de mayo de 1978     | La Masacre de Panzós fue un ametrallamiento de indígenas k'ekchi' durante el gobierno del presidente Kjell Eugenio Laugerud García (1974-1978). Fueron asesinados 53 indígenas (entre hombres, mujeres y niños), y 47 quedaron heridos luego de que degenerara en violencia una masiva protesta de campesinos del valle del Polochic convocada en Panzós en contra de los abusos de terratenientes y de transnacionales que operaban en la región, especialmente EXMIBAL en el vecino municipio de El Estor. Casi todos los restos fueron enterrados en una fosa común con un tractor, en un intento de «desaparecerlos». En los días siguientes, varias decenas de cadáveres fueron vistos en distintas poblaciones a lo largo del río Polochic. | FAG         |
| 2   | Ilom (aldea), Chajul                             | Quiché       | 23 de marzo de 1982    | Desde el gobierno de Justo Rufino Barrios, debido al apoyo hacia el cultivo del café, la comunidad de Ilom fue despojada progresivamente de sus terrenos comunales, dando origen a reclamos por parte de la población para la restitución de sus tierras; hubo conflictos de tierras en 1915 y en 1932. A partir de 1981 se generalizó la represión contra los pobladores de Ilom, terminando con la masacre de noventa y seis supuestos guerrilleros frente a sus familias el 23 de marzo de 1982, como parte de la operación «Victoria 82» del ejército. Los soldados llegaron provenientes del destacamento militar ubicado en la finca La Perla mientras que los sobrevivientes huyeron y se refugiaron en Comunidades de Población en Resistencia. | FAG, PAC    |
| 3   | Chel (aldea), Chajul                             | Quiché       | 3 de abril de 1982     | El 3 de abril de 1982, como parte de la operación Victoria 82, elementos del Ejército provenientes del destacamento militar ubicado en la finca La Perla irrumpieron en la comunidad de Chel, ya que esta fue conceptuada por el Ejército como "subversiva". El ataque dejó noventa y cinco civiles muertos. | FAG         |
| 4   | Chisis (aldea), San Juan Cotzal                  | Quiché       | 13 de febrero de 1982  | Chisís fue un objetivo militar para el ejército, que consideraba que la aldea tenía un simbolismo especial para el EGP y creía que era desde allí se habían planeado y dirigido las principales operaciones que el EGP hizo en la región de Chajul, Cotzal, y Nebaj. En enero de 1982, el EGP atacó el destacamento militar de Cotzal; el ataque duró dos horas y veinte minutos, causando cien bajas militares y veinte bajas guerrilleras. El ejército y las PAC, en venganza, arrasaron Chisis, dejando aproximadamente 200 civiles muertos. | FAG, PAC    |
| 5   | Acul (aldea), Nebaj                              | Quiché       | abril de 1982          | Combate contra el EGP; Acul era considerada como una aldea que había caído bajo la influencia de dicho grupo guerrillero, luego de que aparecieran pintas en las paredes y banderas en los caminos hacia el lugar. Resultó en 17 personas muertas. | FAG, PAC    |
| 6   | La Llorona (aldea), El Estor                     | Izabal       | 1982-09                | Ataque de las PAC. La Llorona es una aldea pequeña, con no más de veinte casas. La mayor parte de sus primeros pobladores llegó de las áreas de Senahú y Panzós, Alta Verapaz y tenía un conflicto con un finquero de la región por la propiedad de los terrenos. En 1981 la población total era de unas 130 personas, todas pertenecientes a la etnia maya q'eqchi'. El 28 de septiembre de 1981, a las siete de la mañana, más de treinta civiles, la mayoría de Nueva Esperanza, entre los cuales se contaban varios conocidos «informantes» de la Inteligencia militar, acompañados de algunos comisionados militares y de un pequeño grupo de soldados y oficiales del Ejército, se apostaron en los alrededores de La Llorona. Luego, entraron en la aldea. Los civiles y los comisionados ingresaron a doce casas y, de cada una de ellas, fueron sacando a los hombres y los mataron a tiros frente a su casa; los que intentaron huir también fueron muertos. A las mujeres que trataban de proteger a sus esposos les pegaban. Algunas mujeres de la aldea sostienen, desde entonces, que sus esposos fueron asesinados por culpa de otros tres que estaban vinculados con la guerrilla y estaban involucrados en el conflicto de tierras. El finquero con quien los aldeanos disputaban la tierra, aprovechó la situación para apropiarse de otras doce manzanas de terreno. | FAG, PAC    |
| 7   | Santiago Atitlán                                 | Sololá       | 2 de diciembre de 1990 | 13 campesinos Tz’utujil fueron asesinados por el ejército. Esta masacre ocasiono la movilización de la población civil, la cual expulsó de manera legal y pacífica al ejército del municipio. | FAG         |
| 8   | Comunidad Aurora 8 de Octubre, Chisec y Cantabal | Quiché       | 5 de octubre de 1995   | Ataque del Ejército. Aproximadamente mil campesinos llegaron a la finca Xama'n, finca había sido propiedad del expresidente general Kjell Eugenio Laugerud, quienes retornaban después de pasar varios años refugiados en México. En su mayoría, los refugiados de la cooperativa eran de los pueblos k'ekchi', Mam, K'ajobal e Ixil. El 5 de octubre de 1995, a mediodía, una patrulla del ejército entró a los terrenos de la cooperativa y luego de breves palabras con los pobladores, abrió fuego, matando ahí mismo a diez personas dos mujeres, dos niños y seis hombres e hiriendo por lo menos a otras trece. | FAG         |

#### Listado de masacres perpetradas por el EGP
Casi todas las masacres de la guerrilla se dieron en 1982 cuando ya imperaba una mayor militarización con presencia generalizada de las PAC en las comunidades; en muchas de ellas, las víctimas refieren la no-colaboración con la guerrilla como causa de la masacre y en algunos casos se dio el antecedente de un ataque previo de PAC. En las masacres atribuidas a la guerrilla no aparece el uso de delatores, ni concentración de la población, ni la separación por grupos; tampoco se da ningún caso de obligación a participar, ni violaciones, ni masacre repetitiva. No aparecen casos de aldeas arrasadas y muestran una menor tendencia a huida masiva, aunque esta si se dio en algunos casos. También es más frecuente el uso de listas.
En una publicación del Ejército de Guatemala, se reportan sesenta masacres que habrían sido perpetradas por el EGP, y aduce que las mismas fueron en su mayoría ignoradas por los informes REHMI y de la Comisión para el Esclarecimiento Histórico. También se reporta que a mediados de 1982, treinta y dos miembros del «Frente Guerrillero de la Estrella» fueron fusilados por no izar la bandera del EGP. La mayor parte de las veces las víctimas fueron hombres, aunque en algunas ocasiones las muertes tuvieron también un carácter indiscriminado. Las mujeres fueron víctimas en la mitad de las masacres de la guerrilla, en menor medida, se describe la muerte de niños o de ancianos. En los relatos de las víctimas se denuncian también atrocidades y quema de casas cometidas en 5 masacres. Como consecuencia de esas masacres guerrilleras se produjo un aumento de la colaboración de la población con el Ejército y el refuerzo de las PAC. Sin embargo, en algunas ocasiones esas comunidades sufrieron también posteriormente nuevas masacres a manos del Ejército (como Chacalté en 1985).
No se reportan masacres perpetradas por las Fuerzas Armadas Rebeldes ni por el Partido Guatemalteco del Trabajo ya que estos no actuaron en la Franja Transversal del Norte.
| No. | Lugar                          | Departamento  | Fecha | Motivación |
| --- | ------------------------------ | ------------- | --- | --- |
| 1   | Calapté, Uspantán              | Quiché        | 17 de febrero de 1982 | Perpetrada por el EGP el 17 de febrero de 1982 en la aldea; hubo 42 víctimas mortales, que fueron asesinados a machetazos. |
| 2   | Salacuín                       | Alta Verapaz  | mayo de 1982 | El EGP incursionó en la aldea, en donde arrasaron la localidad y asesinaron a veinte campesinos. |
| 3   | Chacalté, Chajul               | Quiché        | 1982-06 | Ataque perpetrado por el Frente Ho Chi Minh, contra la «banda reaccionaria» de las Patrullas de Autodefensa Civil de las PAC de Chacalté, que recién se habían formado en marzo y eran fieles al ejército tras desengañarse de las promesas de la guerrilla. Resultó en 55 milicianos y civiles muertos. |
| 3   | El Aguacate, San Andrés Itzapa | Chimaltenango | Miembros del EGP asesinaron a 22 hombres acusados de ser "colaboradores del ejército". Las víctimas habían sido asfixiadas. El crimen fue perpetrado por Pedro Pablo Palma Lau, de 62 años, entonces "comandante Pancho", quien era jefe del frente Javier Tambriz de la Organización del Pueblo en Armas. En un inicio, el Unidad Revolucionaria Nacional Guatemalteca, negó que el EGP perpetrara la masacre, culpando al ejército de realizarla. | |

### Hidroeléctrica de Chixoy
El Instituto Nacional de Electrificación (INDE) ―en conjunto con sus socios, el Banco Mundial y el Banco Interamericano de Desarrollo― decidió construir la Hidroeléctrica de Chixoy, cuyo embalse requería inundar cinco comunidades. El gobierno había intentado un desalojo pacífico y una indemnización que no fue satisfactoria para los habitantes del lugar, quienes eran asesorados por elementos de la guerrilla guatemalteca. Así pues, los pobladores de Río Negro resistieron la evacuación, pero fueron desalojados violentamente por el Ejército el 13 de febrero de 1982, lo que provocó numerosos muertos; los sobrevivientes fueron trasladados al asentamiento Pacux, que queda a un kilómetro y medio del casco urbano del municipio de Rabinal. La construcción de la presa concluyó y Río Negro fue inundado en 1983. Diez familias todavía viven en la orilla del embalse, sobre las ruinas subacuáticas de su pueblo.

### Listado general de masacres en otros departamentos
La lista proviene del informe REHMI y sólo se presentan casos que también están documentados en el informe de la Comisión para el Esclarecimiento Histórico.
| No. | Lugar                                             | Departamento | Fecha                   | Motivación | Perpetrador  |
| --- | ------------------------------------------------- | ------------ | ----------------------- | --- | ------------ |
| 1   | Río Negro (aldea), Rabinal                        | Baja Verapaz | 1982-02-13              | Desalojo forzoso de la aldea para iniciar el llenado del embalse de la Represa de Chixoy; se había intentado un desalojo pacífico y una indemnización que no fue satisfactoria para los habitantes del lugar. | FAG, CM, PAC |
| 2   | Sacuchum Dolores (aldea), San Pedro Sacatepéquez  | San Marcos   | 1982                    | En 1972 se instaló en la zona la Organización del Pueblo en Armas (ORPA) iniciando el reclutamiento de colaboradores locales para formar su base social. A partir de 1979, cuando la ORPA sale a la luz pública, y estableció un campamento en el cerro El Tumbador, ubicado entre el municipio de El Tumbador y la aldea San Francisco El Tablero, municipio de San Pedro Sacatepéquez. El 1 de enero de 1982 ocurre un enfrentamiento entre la ORPA y el ejército, el cual se saldó sin bajas; sin embargo, el ejército regresó el 3 de enero, ocupó la aldea y capturó a decenas de personas. Al terminar la ocupación, aparecieron muertas 47 personas. La persecución continuó contra autoridades de la aldea para que la información no se filtrara. Finalmente, el ejército tomó control del área. | FAG          |
| 3   | San José Sinaché, Zacualpa (pueblo), Zacualpa     | Quiché       | 24 de mayo de 1982      | En la década de los setenta miembros de la comunidad de San José Sinaché se organizaron en el Comité de Unidad Campesina (CUC). A finales de la década el Ejército Guerrillero de los Pobres (EGP) operó en la zona y algunos habitantes les proporcionaban alimentos. Como entre los habitantes maya k'iche' de San José Sinaché y las comunidades ladinas vecinas de Capuchinas y Chinique existían previamente conflictos étnicos y de tierra, los últimos los acusaron en el destacamento militar de Zacualpa de ser guerrilleros; así pues, en abril de 1982 el Ejército organizó la Patrulla de Autodefensa Civil (PAC) en San José Sinaché. Los patrulleros empezaron a reunirse cada ocho días para ponerse de acuerdo en cómo defenderse de "los Ejércitos" y decidieron no denunciar ni entregar a nadie aunque supieran que era miembro o colaborador de la guerrilla; sin embargo, para el Ejército la falta de denuncia y de colaboración era una constatación de que la población estaba con la guerrilla. El 24 de mayo, 40 soldados reunieron a los patrulleros del municipio de Zacualpa frente a la iglesia de San Antonio Sinaché; alrededor de ochocientos patrulleros de varias aldeas vecinas, entre otras, las comunidades ladinas de Chinique, Capuchinas, Rincón de los Leones, Zacualpa y de San José Sinaché asistieron 80 patrulleros. Allí, el teniente al mando ordenó a los patrulleros matar a 11 patrulleros de San José Sinaché, quienes se habían quejado de tener que patrullar. | FAG, PAC     |
| 4   | San Antonio Sinache (aldea), Zacualpa             | Quiché       | 16 de marzo de 1982     | El EGP operaba en la zona y algunos de los habitantes de esta comunidad indígena mantenían ciertos vínculos con el grupo guerrillero, pero nunca tuvieron armas ni fueron combatientes. El ejército atacó el pueblo el 16 de marzo, causando 108 víctimas civiles, aparte de más de un centenar de desplazados, en un afán de eliminar las condiciones de vida de la base social de guerrilla. | FAG          |
| 5   | San Antonio Sinache (aldea), Zacualpa             | Quiché       | 18 y 30 de mayo de 1982 | Segundo y tercer ataque contra San Antonio, esta vez contra los sobrevivientes y desplazados que habían retornado. Los abusos de los atacantes se describen con detalle en las referencias; en esta oportunidad, participaron también miembros de las PAC, comandados por ladinos. Entre ambos ataques, se contabilizado más de noventa fallecidos entre la población civil, además de numerosas víctimas de abusos contra la integridad física. | FAG, PAC     |
| 6   | Las Dos Erres (parcelamiento, aldea), La Libertad | Petén        | 7 de diciembre de 1982  | Ataque en la aldea tras un ataque de la guerrilla a un destacamento militar que dejó 17 militares muertos. La aldea, formada en 1978 tras una cesión de terrenos del gobierno, se había negado a formar parte de las PAC, resultando sospechosa para el ejército. | FAG, CM      |

## Disculpa del presidente de los Estados Unidos
En un viaje oficial a Guatemala en 1999 después de la publicación del reporte de la Comisión para el Esclarecimiento Histórico el presidente de los Estados Unidos Bill Clinton emitió una disculpa oficial declarando: «Es importante que yo exprese claramente que fue un error proporcionar apoyo para las fuerzas militares o unidades de inteligencia que se involucraron en represión violenta y generalizada del tipo descrito en el reporte.»

## Regulación legal del genocidio en Guatemala
El Estado de Guatemala ha adoptado normas nacionales e internacionales para sancionar el delito de Genocidio. Guatemala es parte de la Convención para la Prevención y la Sanción del Delito de Genocidio desde 1949. El Código Penal, en vigencia desde 1973 establece el delito de Genocidio en su artículo 376 y señala: Genocidio: Comete delito de genocidio quien con el propósito de destruir total o parcialmente un grupo nacional, étnico o religioso efectuare cualquiera de los siguientes hechos:
1. Muerte de miembros del grupo.
2. Lesión que afecte gravemente a la integridad física o mental de miembros del grupo.
3. Sometimiento del grupo o de miembros del mismo a condiciones de existencia que pueda producir su destrucción física, total o parcial.
4. Desplazamiento compulsivo de niños o adultos del grupo.
5. Medidas destinadas a esterilizar a miembros del grupo o de cualquiera otra menera de impedir su reproducción.

El responsable de genocidio será sancionado con prisión de 30 a 50 años.
La definición en el código penal es parecida a la adoptada en la Convención, sin embargo, en la regulación nacional se omitió a los grupos raciales como categorías protegidas contra el genocidio. La definición racial por su naturaleza en este caso de ser aceptada cono norma legal, convertiría de hecho la norma en racismo para todos los demás grupos que coexisten en una sociedad.

## Discusión sobre Genocidio en Guatemala
El Gobierno de Guatemala y la Unidad Revolucionaria Nacional Guatemalteca no afirman que en Guatemala haya existido genocidio durante la guerra civil que afrontó el país durante treinta y seis años. Mientras la Organización de Naciones Unidas, los tribunales guatemaltecos y organizaciones de derechos humanos afirman que sí existió el genocidio durante los gobiernos de Fernando Romeo Lucas García, Ríos Montt y Óscar Humberto Mejía Víctores.

### Posición que afirma que hubo genocidio

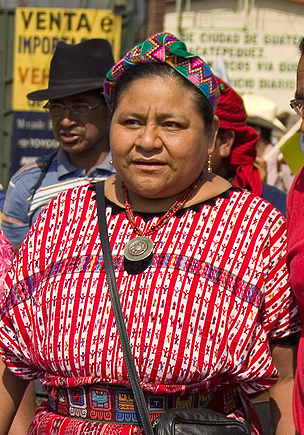
Rigoberta Menchú, Premio Nobel de la Paz, afirma que su postura es que en Guatemala sí existió genocidio.

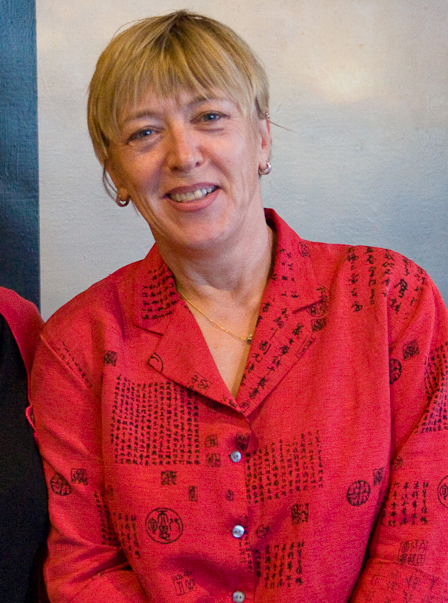
Jody Williams, también Premio Nobel de la Paz, afirma que en Guatemala sí existió genocidio.

- Rigoberta Menchú, Premio Nobel de la Paz en 1992, afirma que durante la guerra civil sí hubo genocidio en el Área Ixil durante el gobierno de Ríos Montt y Lucas García, además asegura que Otto Pérez Molina, presidente de Guatemala (2012-2015), tuvo una participación directa en las masacres ocurridas en dicho lugar.[77]

- Jody Williams, Premio Nobel de la Paz en 1997, mantuvo una discusión con Otto Pérez en la cual ella le expresó su posición respecto a que sí hubo genocidio en Guatemala, además dijo que estaría pendiente del gobierno de la "mano dura" del general retirado y aseguró que está preocupada por la eventual militarización en Guatemala.[78]

- Mairead Corrigan, Shirin Ebadi y Leymah Gbowee, todas Premio Nobel de la Paz, junto a Rigoberta Menchú y Jody Williams manifestaron que la condena de ochenta años a Efraín Ríos Montt por genocidio y delitos de lesa humanidad, debía permanecer en pie y no ser anulada por la Corte de Costitucionalidad, sin embargo diez días después de la condena esta fue anulada.[79][80]

- Organización de Naciones Unidas: Christian Tomuschat, exdelegado de la Comisión para el Esclarecimiento Histórico (CEH) de la ONU en el caso de la guerra civil afirmó que el informe del organismo ratifica que "podría haber habido genocidio" en Guatemala entre 1981 y 1983, especialmente en la región del Triángulo Ixil.[81]

- Iglesia católica: el arzobispo metropolitano, Óscar Julio Vian, afirmó que en Guatemala sí hubo genocidio, y quienes dicen que no, deberán comprobarlo ante los tribunales.[6]

- Federación Internacional por los Derechos Humanos: creó un informe en el cual acusan a Ríos Montt de las masacres ocurridas durante su gobierno y afirman que en Guatemala sí hubo genocidio.[82] El 25 de octubre de 2013 la FIDH pidió a los Estados miembros de la Unión Europea que no ratifiquen el acuerdo de asociación entre la UE y Centroamérica hasta que no se condene o se vuelva a juzgar al militar retirado guatemalteco José Efraín Ríos Montt.[83]

### Posición que afirma que no hubo genocidio

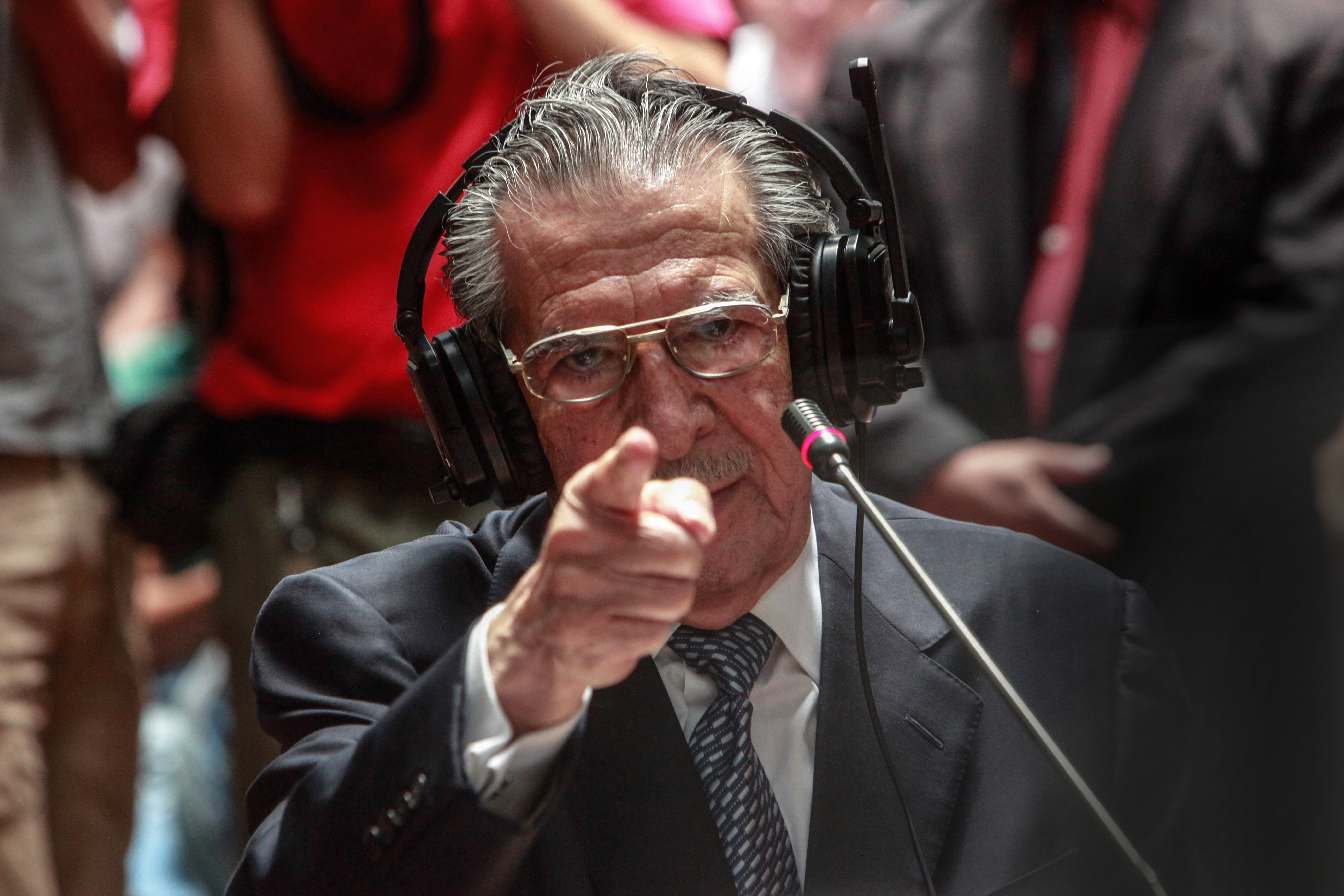
Efraín Ríos Montt fue encontrado culpable de genocidio en 2013, pero el fallo fue revertido por aducidas falencias procesales.

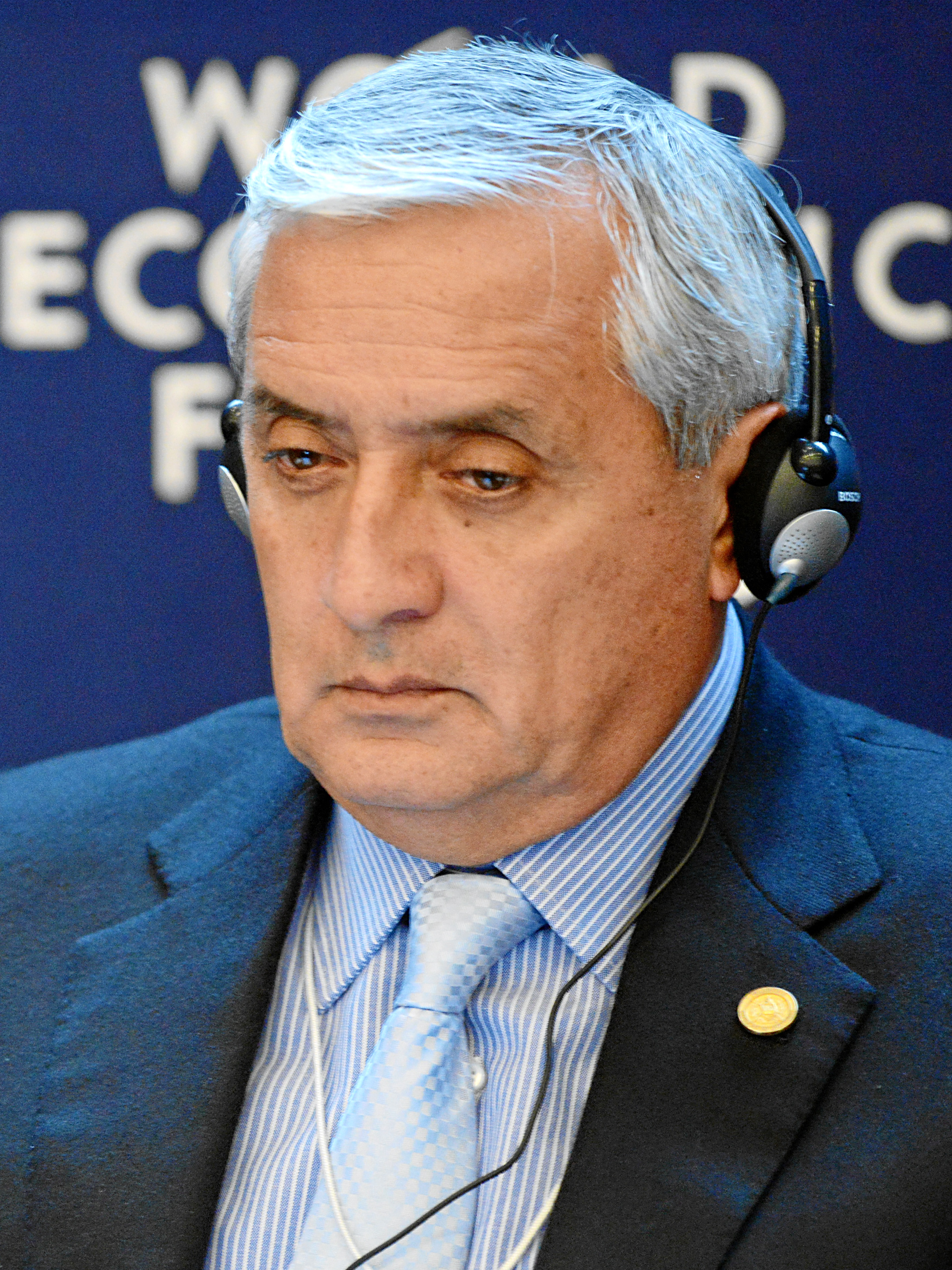
General Otto Pérez Molina, presidente de Guatemala de 2012 a 2015, afirma que no existió genocidio en el país.

- El general Otto Pérez Molina, presidente de Guatemala (2012-2015) y exmiembro de las unidades de élite kaibil que tomaron parte en las atrocidades, afirmó que su postura es que en Guatemala no hubo genocidio y aseguró que: "aquí (Guatemala) lo que hubo fue un conflicto armado interno que la guerrilla llevó al interior del país y quisieron involucrar a los pueblos mayas" y "en ningún momento hubo un exterminio por razón de raza; puede ver los archivos del Ejército y verán que entre el 80 y 70 por ciento del Ejército estaba conformado también por población maya".[86][74]
- Efraín Ríos Montt, presidente de facto de Guatemala (1982-1983), se presentó ante el Ministerio Público pocos días antes de dejar su curul en el Congreso de la República para informar que se encontraba con buena salud y estaba dispuesto hacer juzgado por las denuncias que él tiene en su contra, así mismo aseguró que durante su gobierno no se cometió genocidio.[87]
- Comité Coordinador de Asociaciones Comerciales, Industriales y Financieras (CACIF): Andrés Castillo, presidente del Cacif, opinó que ese delito no fue cometido en Guatemala durante el conflicto armado interno, y consideró que sobre el juicio contra el exjefe de Estado Efraín Ríos Montt y el exdirector de Inteligencia Militar, José Mauricio Rodríguez Sánchez, hay presiones políticas y presiones internacionales, lo cual no permitieron dar un fallo neutral y apegado a la ley.[88][89]
- Fundación contra el Terrorismo: dirigida por Ricardo Méndez-Ruiz Valdés, quien en noviembre de 2011 presentó una demanda en contra de 26 presuntos exguerrilleros a señalados de participar en su secuestro en la década de 1980. Nace a raíz de conocerse que Ríos Montt sería juzgado por genocidio y crímenes de lesa humanidad. Durante el juicio hicieron manifestaciones en contra de las acusaciones del exgeneral, alegando que en Guatemala no existió el genocidio.[74]
- Asociación de Veteranos Militares de Guatemala (AVEMILGUA): afirman que en Guatemala no hubo genocidio. Días después de conocerse el fallo emitido por el juzgado A de Mayor Riesgo en el cual condenaban a Ríos Montt a 50 años de prisión por genocidio y 30 años por crimines de lesa humanidad, amenazaron con marchar sobre la capital y paralizar el país a base de bloquear las principales vías de comunicación hasta lograr la liberación del exgeneral y jefe de Estado.[85]

## Acusados por genocidio
- Efraín Ríos Montt: jefe de Estado (de facto) que gobernó el país durante 1982 y 1983, fue derrocado en 1983 por su ministro de Defensa Óscar Humberto Mejía Víctores, fue fundador del Frente Republicano Guatemalteco y secretario general del mismo. Fue diputado del Congreso desde 1996 al 2004 y nuevamente de 2008 a 2012, Presidente del Congreso de 2000 a 2004 y candidato a la presidencia en 1974 y 2003. Es acusado de genocida por las masacres ocurridas en el Área Ixil —en la región petrolera de la Franja Transversal del Norte—[90] durante su gobierno.[84]
- Mauricio Rodríguez Sánchez: fue jefe de Inteligencia Militar durante el gobierno de Ríos Montt, es acusado de genocida por las masacres ocurridas en el Área Ixil.[84]
- Otto Pérez Molina: expresidente de la República, fue jefe de la Dirección de Inteligencia Militar en 1991, representó al Ejército en la firma de los Acuerdos de Paz, fue miembro de la Junta Interamericana de Defensa. Fundador del Partido Patriota, fue diputado del congreso de 2004 a 2008 y candidato a la presidencia en 2007 y electo presidente en diciembre de 2011. Su nombre de guerra fue "Mayor Tito Arias" y estuvo a cargo de la base militar en Nebaj, Quiché y es acusado de ser responsable directo de las masacres ocurridas en dicho lugar.[91][92][93][94] Se le puede ver a Otto Pérez Molina alias «Mayor Tito Arias» explicando que «la población civil es de la guerrilla lo que es el agua al pez» durante una entrevista en el triángulo Ixil (Quiché, 1982) con el periodista estadounidense Allain Nairn en su documental Titular de Hoy: Guatemala.[95][96]
- Fernando Romeo Lucas García: presidente de la República (1978-1982), general del Ejército de Guatemala, fue derrocado por un golpe de Estado dado por Ríos Montt, acusado por Rigoberta Menchú ante la Audiencia Nacional de España por genocidio tortura y terrorismo, delitos cometidos durante su gobierno.[97] El juez español Santiago Pedraz ordenó a las autoridades de Interpol de Europa la captura de Lucas García y otros siete sindicados más. Falleció en Venezuela el 27 de mayo de 2006.[98]

## Reinicio del juicio por genocidio
El Tribunal B de Mayor Riesgo de Guatemala decidió reiniciar el juicio por genocidio el 23 de julio de 2015, aunque la primera diligencia se tuvo que retrasar aproximadamente tres horas para notificar las resoluciones de los recursos presentados por la defensa del general Efraín Ríos Montt. El tribunal a cargo del caso no quedó integrado sino hasta el 22 de julio a mediodía, y fue durante la noche cuando resolvió las diferentes solicitudes de recurso que tanto la defensa como la acusación habían presentado.
Ríos Montt, de 89 años, fue declarado como incapacitado para seguir el proceso tras un estudio psicológico del Instituto Nacional de Ciencias Forenses (INACIF) por lo que no está presente en la sala, sino en su casa, acompañado por una jueza, uno de sus abogados y un representante del Ministerio Público (MP). Castellanos aseguró que el expresidente prestará declaración desde su casa a través de videoconferencia, ya que debido a la enfermedad que padece su integridad física estaría en peligro, según los informes presentados sobre su salud. Ahora bien, en la vista sí está presente el exjefe de inteligencia militar, José Rodríguez, quien fue absuelto en el primer juicio.
Durante la audiencia, fiscales del Ministerio Público solicitaron al Tribunal que Ríos Montt fuera ingresado al Hospital de Salud Mental Federico Mora para que se le practique una nueva evaluación psiquiátrica, luego del requerimiento de la defensa del señalado para pedir la suspensión del inicio de juicio por los problemas de salud del exmilitar.
A las afueras del organismo judicial, un grupo de personas realizó una ceremonia maya con una pancarta que rezaba «Sí hubo genocidio, sí hubo violencia»; mientras tanto, un grupo de personas con pancartas en mano se hizo presente al frente de la residencia de Ríos Montt, ubicada en la zona 15, para manifestarle su apoyo.
A la sala en donde se desarrolla la audiencia se presentó el embajador de Estados Unidos en Guatemala, Todd Robinson, quien dijo a periodistas que llegó como forma de respaldo a las autoridades judiciales y a observar el juicio, el cual calificó como «importante» tanto para Guatemala como para el país que representa, pero no especificó por qué motivo.
La jueza María Eugenia Castellanos autorizó el ingreso de Ríos Montt al Hospital de Salud Mental Carlos Federico Mora tras escuchar los argumentos de los querellantes adhesivos, abogados defensores y parte acusadora sobre la petición que realizó la fiscalía de derechos humanos del Ministerio Público (MP), la cual consistió en que Ríos Montt fuese ingresado a dicho centro de salud para que se le realice una nueva evaluación psiquiátrica ya que la anterior fue ejecutada de forma incorrecta, según se argumentó. Ríos Montt deberá ser internado del 25 de julio al 3 de agosto para realizar exámenes físicos, psiquiátricos y otros correspondientes, según el Tribunal.

### Segunda sentencia confirmando el delito de genocidio
El día 26 de septiembre de 2018, ya con José Efraín Ríos Montt muerto, el Tribunal B de Mayor Riesgo emitió la sentencia contra el General José Rodríguez quién fuera jefe de inteligencia durante la dictadura de Ríos Montt, absolviéndolo de toda responsabilidad pero afirmando de manera categórica y por unanimidad que el delito de genocidio fue cometido en Guatemala pero José Rodríguez no fue responsable del mismo. De esta forma el Tribunal B de Mayor Riesgo confirmaba la sentencia dictada 5 años antes por el Tribunal A de Mayor Riesgo respecto a que si existió Genocidio y Delitos contra los Deberes de la Humanidad de 1981 a 1982.